# Трагическая Америка
«Трагическая Америка» (англ. Tragic America; 1931) — публицистическая работа Теодора Драйзера, была написана в защиту интересов рабочего класса как итог поездки Драйзера в Питтсбург, Харлан и Белл, где уровень жизни горняков и их семей был очень низок. После поездки Драйзер критиковал Американскую федерацию труда за, по его мнению, имевшие место в тех районах ущемления личности, полицейский произвол, забастовки, низкие заработные платы. Пресса в свою очередь раскритиковала данную книгу, ставя под сомнение факты и цифры, которые были в ней приведены.
Через месяц после выхода книга была запрещена. Однако несколько тысяч экземпляров успели разойтись.
Книга «Трагическая Америка» имеет публицистический характер и состоит из 16 статей:
1. Американская действительность;
2. Современные условия жизни масс;
3. Эксплуатация в Америке-власть силы;
4. Банки и корпорации-наше фактическое правительство;
5. Американские железнодорожные компании, их прибыль и алчность;
6. Верховный суд США на службе корпораций;
7. Конституция - клочок бумаги;
8. Положение рабочего класса;
9. Рост полицейской силы;
10. Ущемление личности;
11. Церковь и капитал в Соединенных Штатах;
12. Благотворительность и капитал в Соединенных Штатах;
13. Преступность и её корни;
14. Стоит ли голосовать?;
15. Кто владеет Америкой?;
16. Агрессивна ли Америка?